# Tegenaria pseudolyncea
Espèce
Synonymes
- Malthonica pseudolyncea Guseinov, Marusik & Koponen, 2005

Tegenaria pseudolyncea est une espèce d'araignées aranéomorphes de la famille des Agelenidae.

## Distribution
Cette espèce se rencontre en Azerbaïdjan, en Géorgie et en Turquie.

## Description
Le mâle holotype mesure 6,05 mm et la femelle paratype 7,60 mm.

## Systématique et taxinomie
Cette espèce a été décrite sous le protonyme Malthonica pseudolyncea par Guseinov, Marusik et Koponen en 2005. Elle est placée dans le genre Tegenaria par Bolzern, Burckhardt et Hänggi en 2013.

## Publication originale
- Guseinov, Marusik & Koponen, 2005 : « Spiders (Arachnida: Aranei) of Azerbaijan 5. Faunistic review of the funnel-web spiders (Agelenidae) with the description of a new genus and species. » Arthropoda Selecta, vol. 14, no 2,  p. 153-177 (texte intégral).